# Schloss Genderkingen

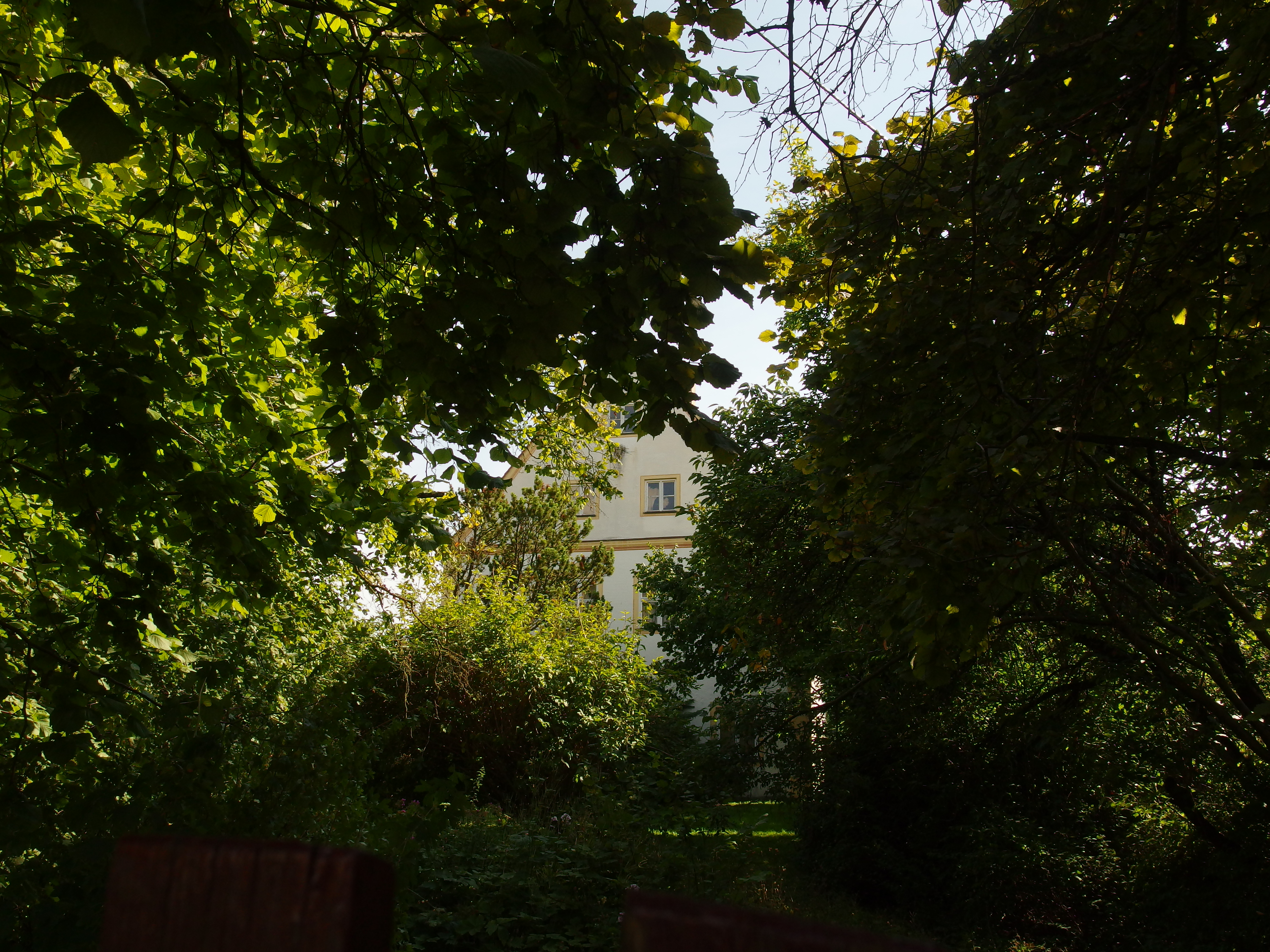
Schloss von Norden

Das Schlössle Genderkingen ist ein ehemaliges Sommerschloss in der Gemeinde Genderkingen, das jetzt als Wohnhaus genutzt wird.

## Geschichte
Am 29. April 1478 kam Genderkingen in den Besitz des Zisterzienserklosters Kaisheim, das um 1673 hier ein Sommerschloss errichtete. 1803 wurde der Ort im Zuge der Säkularisation des Klosters Kaisheim dem Königreich Bayern eingegliedert. Das ehemalige Schloss wurde an Privatleute verkauft. 1984 wurde das „Schlössle“ genannte Wohnhaus vollständig renoviert.

## Beschreibung der Denkmalliste
Zweigeschossiger Satteldachbau mit profiliertem Traufgesims, um 1700